# 1845年逝世人物列表
下面是1845年逝世的知名人士列表。
1845年逝世人物列表：1月 - 2月 - 3月 - 4月 - 5月 - 6月 - 7月 - 8月 - 9月 - 10月 - 11月 - 12月

## 1月

### 11日
- 埃塞爾德雷德·貝內特，英國地質學家

### 24日
- 埃米利亞諾·馬德里斯，尼加拉瓜代理最高主任

### 28日
- 瑪麗·安·布朗，英國詩人和樂譜作家

## 2月

### 13日
- 亨里克·史蒂芬斯，挪威哲學家

### 22日
- 威廉·威爾斯利-波爾，第三代莫寧頓伯爵，英國政治家

## 3月

### 13日
- 查理斯·紀堯姆·艾蒂安，法國劇作家

### 18日
- 約翰尼·阿普賽德，美國先驅

### 日期不詳
- 尼古拉斯·埃斯皮諾薩，薩爾瓦多國家元首

## 4月

### 10日
- 湯瑪斯·塞沃爾博士，美國解剖學家

### 20日
- 阿赫马杜·洛博，富拉馬西納帝國的創始人

## 5月

### 12日
- 亞諾什·巴薩尼，匈牙利詩人
- 奥古斯特·威廉·施莱格尔，德國詩人、翻譯家和評論家

### 15日
- 布勞利奧·卡里略·科利納，哥斯大黎加國家元首

## 6月

### 4日
- Lasse-Maja，臭名昭著的瑞典罪犯

### 8日
- 安德鲁·杰克逊，美國第7任總統

## 7月

### 12日
- 弗里德里希·路德維希·珀爾修斯，德國建築師
- Henrik Wergeland，挪威作家

### 17日
- 第二代格雷伯爵查爾斯·格雷，英國首相

### 22日
- 海因里希·格拉夫·馮·貝爾加德，奧地利陸軍元帥、政治家

## 8月

### 3日
- 夏洛特·安·菲勒布朗·傑勞德，美國詩人和故事作家

### 23日
- 拉斐爾·烏達內塔，拉丁美洲獨立戰爭英雄

## 10月

### 12日
- 伊莉莎白·弗萊，英國人道主義者

### 18日
- 雅克·多米尼克，卡西尼伯爵，法國天文學家

### 26日
- 奈恩夫人，蘇格蘭詞曲作者

## 11月

### 17日
- 索爾斯伯里·普賴斯·漢弗萊斯爵士，英國海軍上將

### 18日
- 湯加國王阿萊莫圖阿

## 日期不詳
- 瓦齊爾·阿克巴爾·汗，阿富汗王子和將軍
- 哈吉·特倫達菲拉，保加利亞教育家